# Pietraperzia
Pietraperzia település Olaszországban, Szicília régióban, Enna megyében. Lakosainak száma 6303 fő (2023. január 1.). Pietraperzia Caltanissetta, Mazzarino, Riesi, Barrafranca, Enna és Piazza Armerina községekkel határos.

## Népesség
A település lakossága az elmúlt években az alábbi módon változott:
| Lakosok száma | 6919 | 6817 | 6303 |
|               | 2017 | 2018 | 2023 |